# Ковтанець Дмитро Павлович
Ковтанець Дмитро Павлович — радянський і український художник-аніматор. Член Національної спілки кінематографістів України.

## Біографічні відомості
Народ. 18 листопада 1961 р. в Києві. Навчався у художній школі і художньому технікумі.
Працював у Творчому об'єднанні художньої мультиплікації студії «Київнаукфільм», потім на студії «Борисфен-С».

## Фільмографія

### Художник-мультиплікатор
- «Страшна помста» (1987)
- «Твір про дідуся» (1987)
- «Моя сім'я» (1989)
- «Повертайся, Капітошко!» (1989)
- «Три Паньки хазяйнують» (1990)
- «Тривога в лісі» (1990)
- «Три Паньки на ярмарку» (1991)
- «Богданчик і барабан» (1992)
- «Пригоди Котигорошка та його друзів» (2013) та ін.